# ボルチモア・ライトレール
ボルチモア・ライトレール（Baltimore Light RailLink）は、アメリカ合衆国メリーランド州のボルチモアにあるライトレール。

## 概要
1992年開業。元々ボルチモア地下鉄2号線として計画されたが、建設費を抑えるためライトレールに変更された。オリオール・パークの完成に間に合わせるため連邦政府の補助金を待たずに着工したため、単線で開業した。レキシントン・マーケット駅が地下鉄との乗り換え駅になっているが、乗り場は1街区離れている。
路線はボルチモア市内を南北に縦断するように配置されており、北端部と南端部は市外の国勢調査指定地域にある。南端にボルチモア・ワシントン国際空港に乗り入れる支線がある。ダウンタウンは併用軌道であり、路面電車と変わらない。郊外は私鉄の廃線跡地に専用軌道で建設されており、高速運転が可能である。

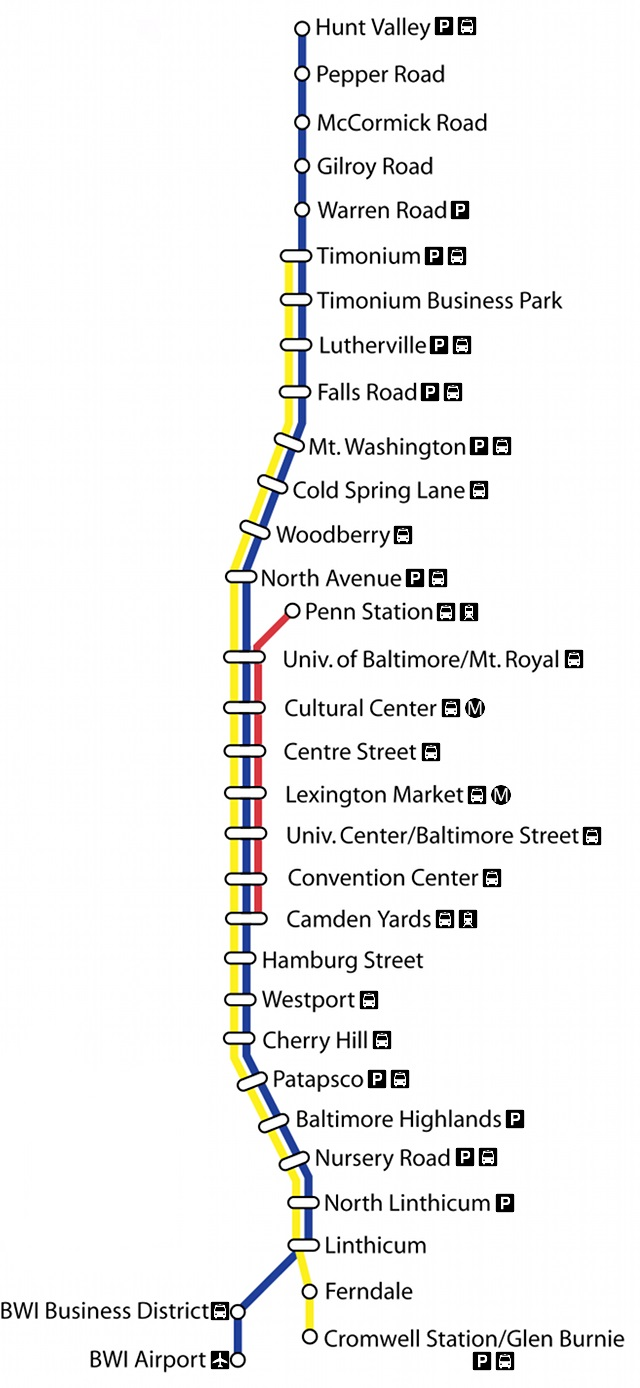
路線図

## ギャラリー

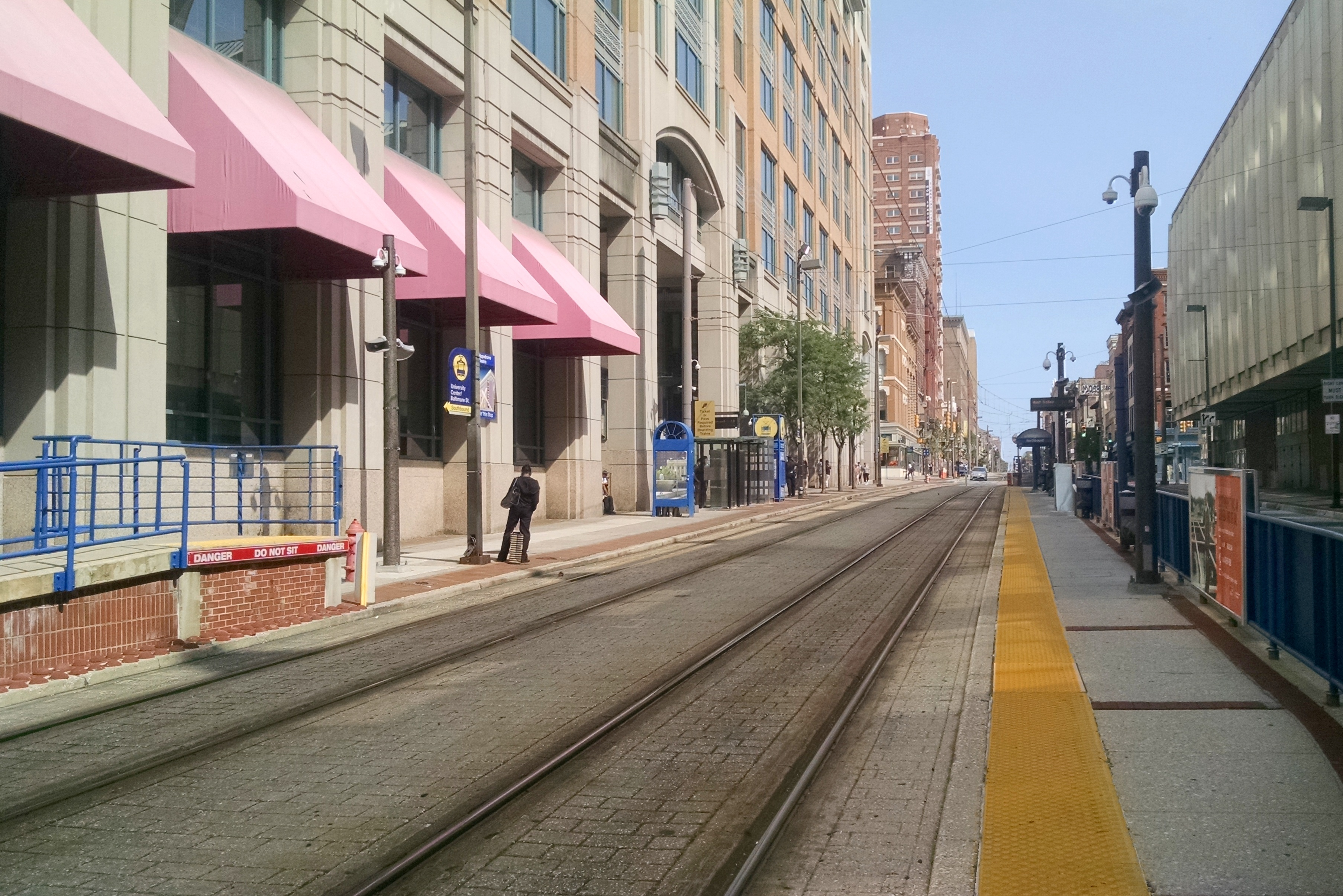
ユニセンター駅
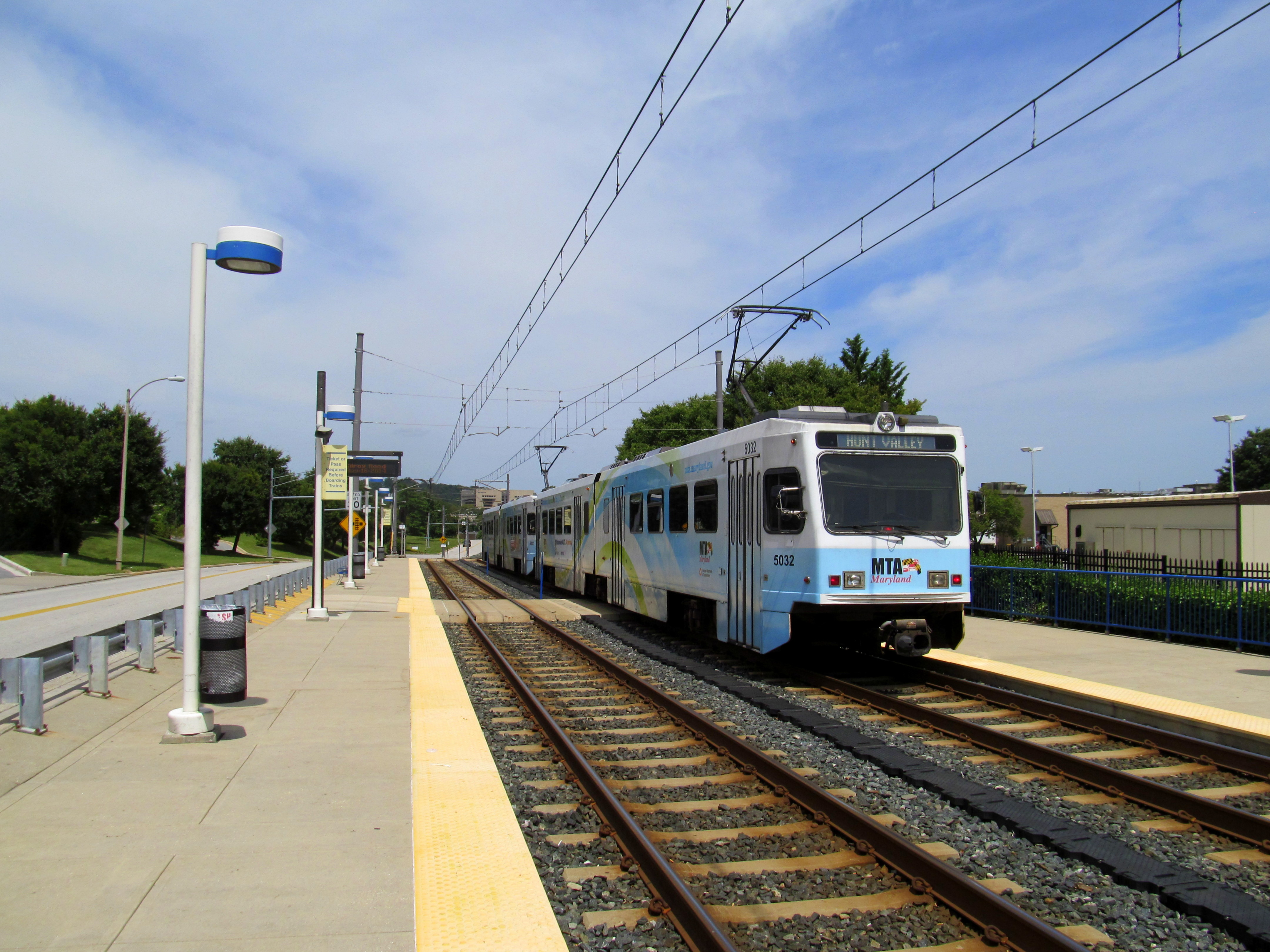
ギルロイ通り駅
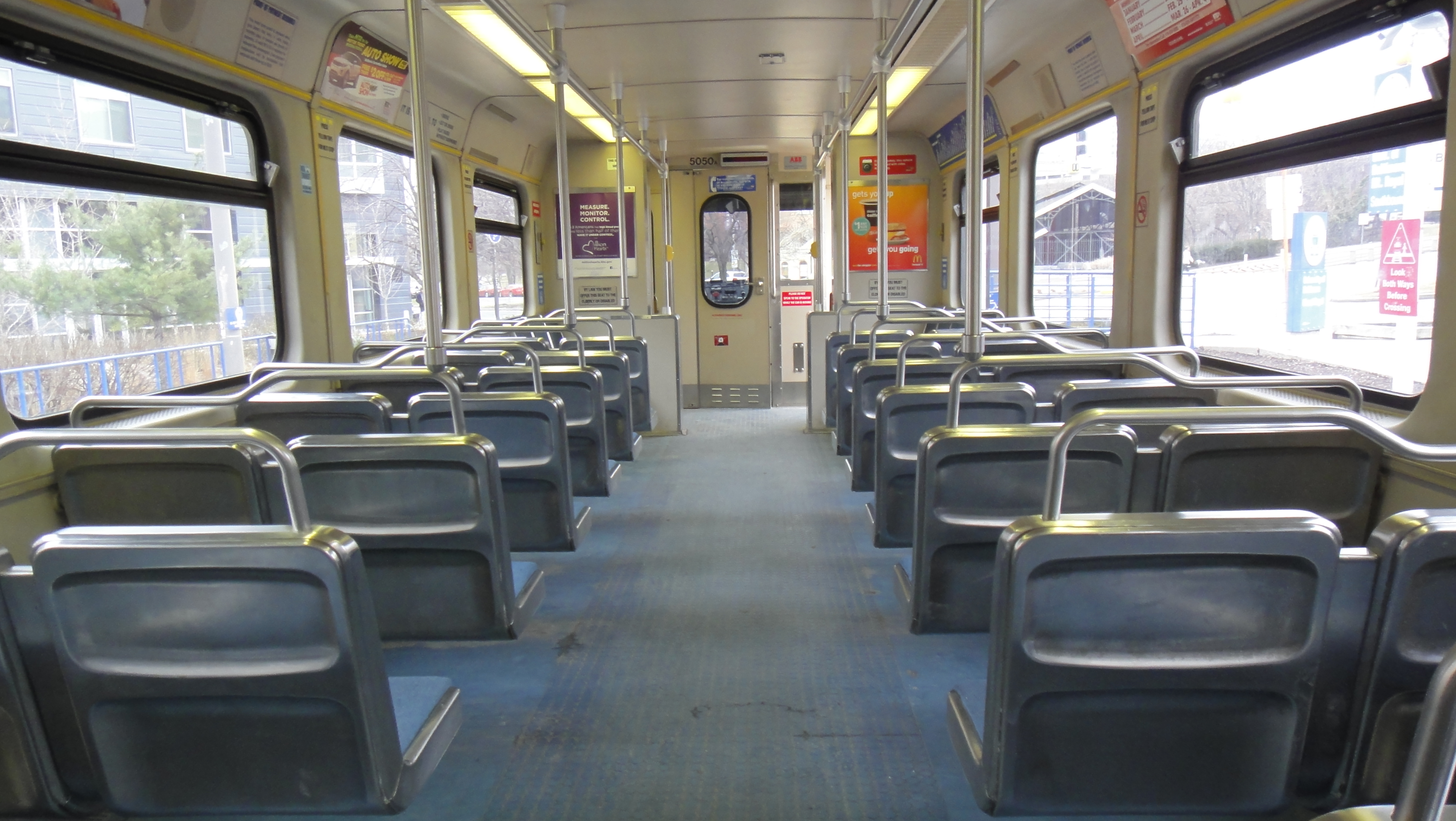
車内